# جذر
في النباتات الوعائيّة، يُعَدُّ الجذر عضو النبات الّذي يتوضَّع تحت سطح التربة. ويمكن أن تكون الجذور هوائيّة أو مُهَوَّاة، حيثُ تنمو فوق الأرض أو فوق الماء. علاوةً على ذلك، إنّ تواجد الجذع تحت الأرض ليس استثناءً (انظر جذمور). لذلك فإنّ أفضل تعريف للجذر هو جزء غير ورقيّ وَغير ساقيّ يسنُد أجزاء جسد النبات. توجد اختلافات بنيويّة داخليّة بينه وبين الجذع. وهو واحد من خمسة أعضاء مهمة موجودة في النبات. يُعدُّ أول الأعضاء ظهوراً وينمو مثالياً تحت التربة واستثنائياً فوقها وقمة الجذر النهائية تنمو باتجاه الأسفل (مركز الأرض). لا يتشكل على الجذر أوراق ولا براعم متخصصة.[بحاجة لمصدر]

## الدراسة[بحاجة لمصدر]

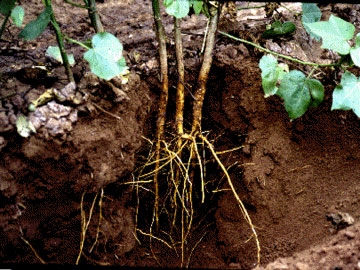
جذر أحد النباتات

أكثر من يهتم بالجذر هم دارسو علم وظائف أعضاء النبات. حيث تم توفير بيئات مخبرية سهلة مثل (الرمل والماء والهواء). تتمثل دراسة الجذر في قياس بعض الخصائص مثل الطول والشكل واللون ودرجة الافتراش العرضي والحالة (مريض أم لا)، ونوع التفرعات الجذرية والحيز الذي يشغله الوزن الجاف له .. إلخ. [بحاجة لمصدر]

## الوظيفة

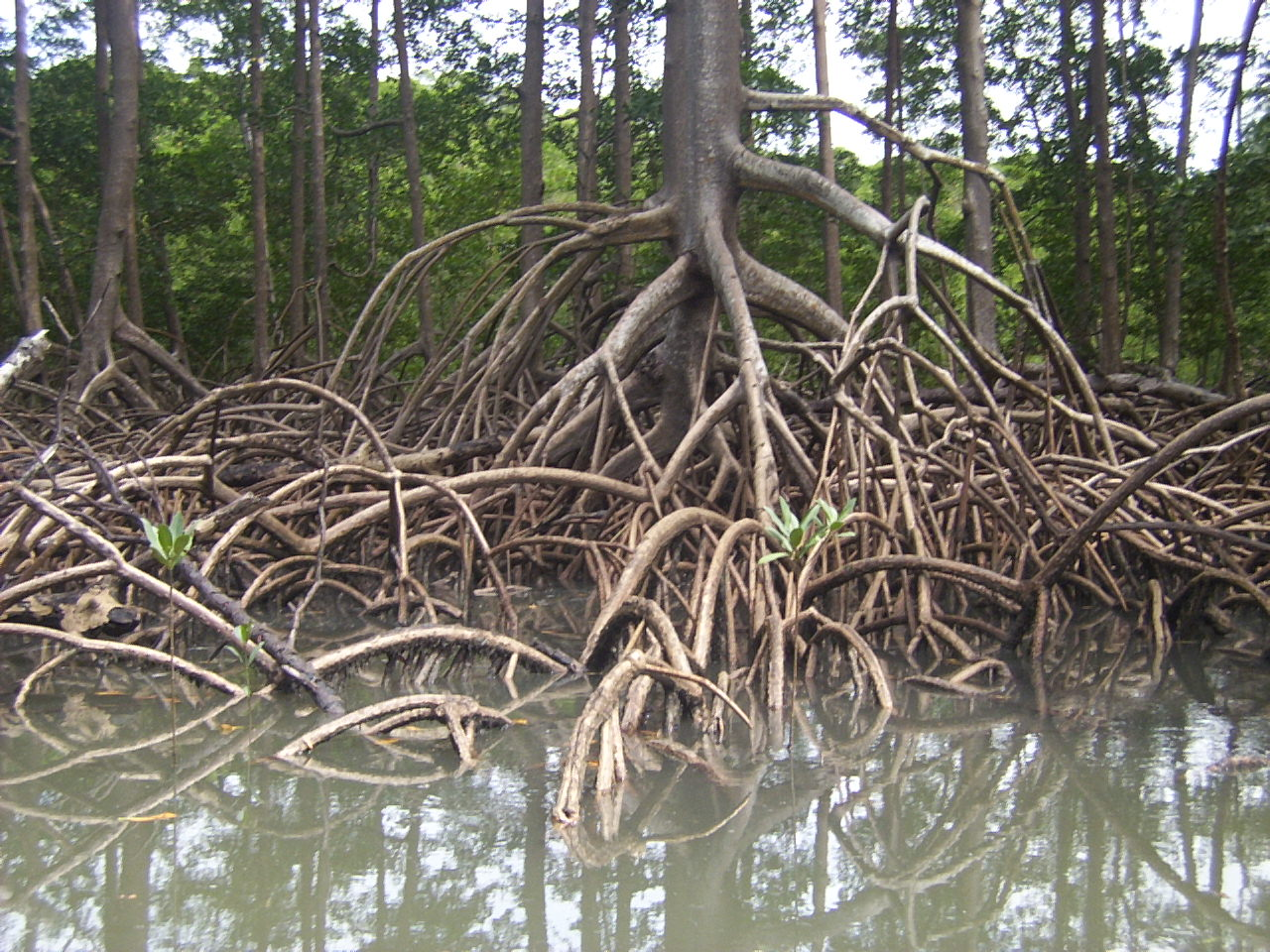
جذور هوائية لنباتات مائية

## الوظيفة[بحاجة لمصدر]

### نقل الماء والغذاء بواسطة أنسجة متخصصة
يمتصّ الجذر الأملاح المعدنية والماء المتحلل من العضويات عن طريق الالتصاق بهذه المواد، ويكون الدخول إلى الجذر عبر فرق التركيز بين خلايا الجذر والبيئة التي ينمو فيها الجذر (ظاهرة الامتصاص)، وهذه الوظيفة تقوم بها بشكل عام الأجزاء الفتية من الجذر وليس الأجزاء الهرمة، ويكون المسؤول عنها إما خلايا البشرة أو الأوبار الماصة الناشئة من خلايا البشرة. ويحصل النبات على نسبة كبيرة من مائه وغذائه عن طريق الجذر وفق الترتيب التالي من الأسفل للأعلى:[بحاجة لمصدر]
- 40% من الربع الأول من الجذر
- 30% من الربع الثاني من الجذر
- 20% من الربع الثالث من الجذر
- 10% من الربع الرابع من الجذر

وهذا التقسيم يفيد كثيراً في معرفة كيفية التعامل مع عملية تسميد التربة والري.[بحاجة لمصدر]

### تخزين الغذاء
للجذر وظيفة تخزينية، ففي ثنائيات الفلقة يتم استهلاك كمية صغيرة من الغذاء ويخزن الجذر الباقي مثل اللفت وشمندر. أما في أحاديات الفلقة الحولية فإن الغذاء يستهلك ولا حاجة لتخزينه، لأنها نباتات حولية حيث يستعمل الغذاء فيها للنشاط الانقسامي مثل القمح والشوفان والشعير. يكون تخزين الغذاء في أحاديات الفلقة المعمرة في أعضاء أخرى مثل الجذمور أو منطقة التاج أو البصيلات. وفي النباتات ثنائية الحول، مثل البقدونس وشمندر والجزر، فإن الغذاء المخزن في الجذر خلال العام الأول يستهلكه النبات في العام التالي لإنتاج بذور أو وحدات تكاثرية.[بحاجة لمصدر]

### المتعضيات الحيوية
إهناك صلة بين النباتات والمتًعضيات الحيوية الأخرى الموجودة في التربة، كبكتريا المستجذرة المثبتة للآزوت الجوي في جذور البقوليات، كالعدس وفول الصويا والفول العادي، حيث أن هذه الجذور تقوم بإفراز مواد خاصة تتغذى عليها هذه البكتريا فتقوم هي بدورها بتثبيت الآزوت الجوي محققة الفائدة للتربة والنبات معاً.[بحاجة لمصدر]

### التكاثر
للجذر وظيفة تكاثرية كما في نباتات البطاطا الحلوة والهليون والفصة التي تعتمد على جذورها في التكاثر.[بحاجة لمصدر]

### تصريف الماء
يقوم الجذر بطرح الماء الزائد من النبات، عن طريق نقل النسغ الناقص باتجاه الساق.[بحاجة لمصدر]

## النمو[بحاجة لمصدر]

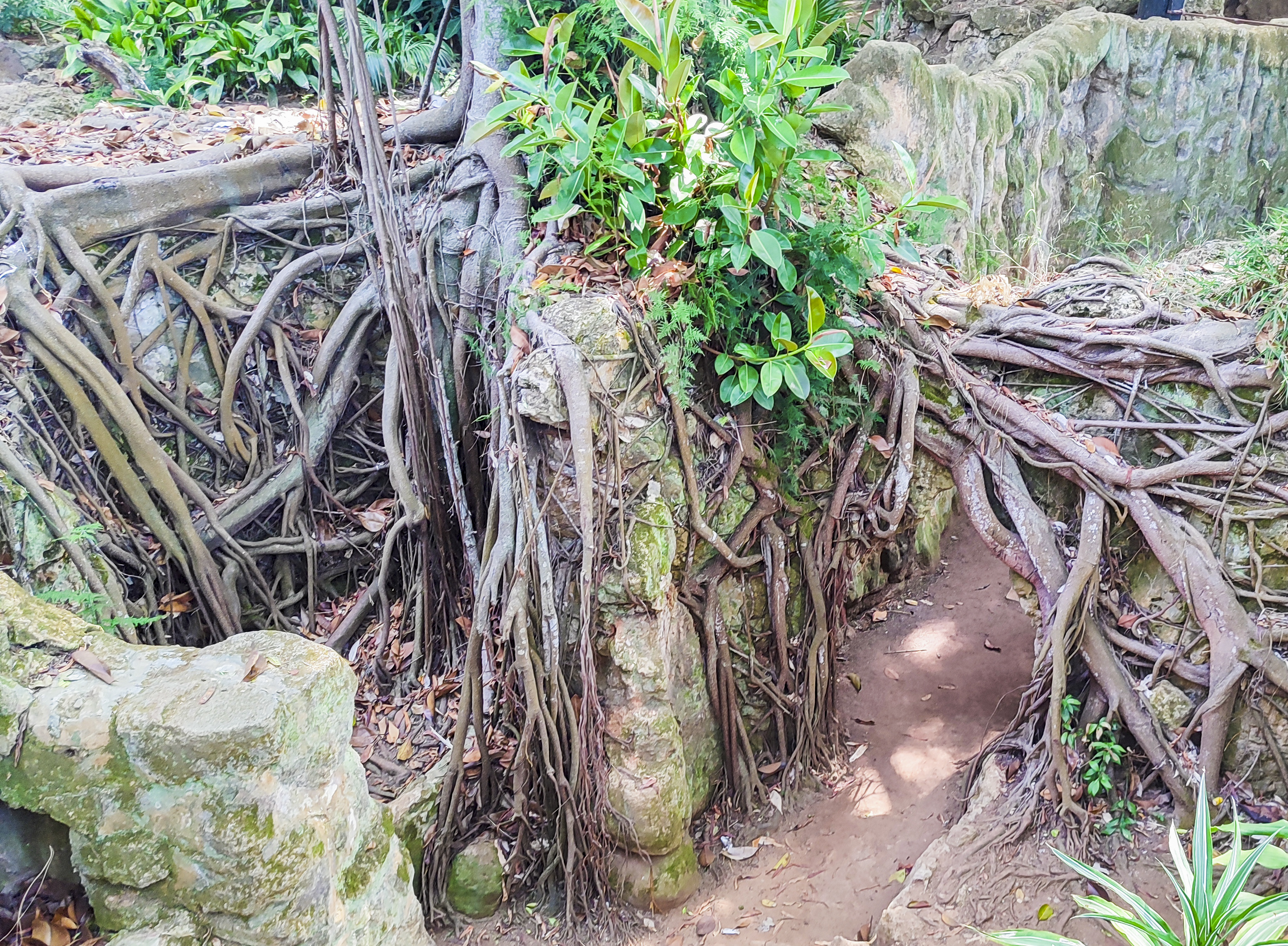
جذور شجرة فوق سطح التربة بالحدائق العجيبة لبوقنادل.

وزن الجذر يشكل ربع أو ثلث أو نصف وزن المجموع الخضري. أما المساحة فإنها تصل إلى 20 إلى 30 ضعف مساحة المسطح الورقي ولو أخذنا بعين الاعتبار الشعيرات الماصة التي كانت وزالت لبلغت المساحة 100 ضعف وهذه الصفة تساهم كثيراًَ في زيادة مساحة التلامس مع الماء والأملاح المعدنية الموجودة في التربة. أما معرفة نمط ودرجة تعمق الجذر فإنها تحدد في كثير من الأحيان طريقة السقاية وطريقة التسميد وهي متعلقة غالباً بالعوامل الوراثية وظروف التربة الرطوبية فمثلاً: [بحاجة لمصدر]
أعماق الجذر:
- الفصة من 5ــ7 م
- الذرة من 1.5-2 م
- الصباريات 20 - 30 سم

- أما الأشجار فتصل جذورها لأعماق 15 م - التبغ 2-2.5 م

الجدول التالي يوضح التباين في مواصفات الجذور حسب اختلاف المحصول[بحاجة لمصدر]
| المحصول        | نوع المجموع الجذري | المدى الفعال للامتصاص |
| -------------- | ------------------ | --------------------- |
| قمح            | ليفي               | 115 سم                |
| شوفان          | ليفي               | 75 سم                 |
| ذرة صفراء      | ليفي               | 105 سم                |
| شوندر سكريوتدي | -                  | 30 سم                 |
| فول الصويا     | وتدي               | 30 سم                 |
| فصة            | وتدي               | 120 سم                |

الجدول التالي يوضح التباين في مواصفات الجذور حسب اختلاف المحصول[بحاجة لمصدر]
| المحصول        | أقصى عمق تصل إليه الجذور | الانتشار الجانبي |
| -------------- | ------------------------ | ---------------- |
| قمح            | 210 سم                   | 20-30 سم         |
| شوفان          | 120 سم                   | 20 -30 سم        |
| ذرة صفراء      | 180 سم                   | 105 سم           |
| شوندر سكريوتدي | 60 سم                    | 30-60 سم         |
| فول الصويا     | 60 سم                    | 60 سم            |
| فصة            | 70 سم                    | 60 سم            |

## مشاكل النمو[بحاجة لمصدر]

### الانتحاء
يعرف الانتحاء بأنه استجابة الجذر للظروف البيئية السائدة ويحدد شكل واتجاه الجذر. أنواعه:
- انتحاء أرضي موجب يستجيب الجذر للجاذبية الأرضية.
- انتحاء مائي موجب ويستجيب الجذر بأن يتوجه إلى أماكن الرطوبة العالية.
- انتحاء ضوئي سالب يخالف فيه الجذر مصدر الضوء. [بحاجة لمصدر]

### العوامل الوراثية
تحدد العوامل الوراثية شكل الجذر وطبيعة نموه ففي ثنائيات الفلقة يكون الجذر وتديا وفي أحاديات الفلقة شكله ليفي، ومعلوم أن الجذر الوتدي ينشأ من البذرة وتخرج منه مجموعة من التفرعات كما في ثنائيات الفلقة مثل: الفول وفول الصويا والفصّة وقد لا يتفرع كما في الجزر والشوندر المنزلي الأحمر. أما في أحاديات الفلقة فإن المجموع الجذري الليفي تكون الجذور فيه عارضة (عرضية) مثل القمح والبصل. وعموما هناك تناسب بين الكتلة الخضرية والمجموع الجذري. [بحاجة لمصدر]

### رطوبة الأرضية
تبحث الجذور دوما عن الماء وتبتعد عن الطبقات السطحية الجافة (إلا في حالة تواجد الري أو الماء باستمرار)، ولذلك فإن المحاصيل البعلية تمتلك مجموعا جذريا أكبر وأكثر تعمقا من نفس المحاصيل إذا كانت مروية. كلما انخفض معدل الرطوبة في طبقة من التربة ازداد تعمق الجذور. نبات العاقول 15م طول جذره أما الصبار فجذوره سطحية لأنه ينمو في بيئات رملية خفيفة لذلك فإن مجموعه الجذري سطحي حيث أن أي هاطل مطري إما أن يتبخر أو يبقى في السطح لذلك لا بد من الاستفادة منه. أيضاً يجب أن نعلم أن ازدياد الرطوبة في التربة (التربة الغدقة) يؤدي إلى توقف نمو الجذور نهائياًَ بسبب عدم توفر الأكسجين ويتوقف نمو الجذور على معدل الأمطار السنوي وطبيعة توزيعه أثناء العام فقلته توسع المجموع الجذري والعكس صحيح.[بحاجة لمصدر]

### درجة الحرارة
عموماً الجذور تنمو في أوساط حرارية أدنى في تلك التي ينمو فيها الساق والأوراق وحرارة التجمد المنخفضة تؤدي إلى تثبيط كثير من العمليات الكيميائية أو تخريب النظام الأنزيمي للجذر وتؤدي إلى تقطع الجذور.[بحاجة لمصدر]

### خصائص التربة
في الترب الكتيمة الثقيلة نمو الجذور فيها ضعيف وذو بنية قاسية خاصة، أما في الترب الخفيفة فهو ينتشر بسهولة. تتغلغل الجذور أعمق في الترب الرملية من الترب الطينية. يمنع انضغاط التربة تعمق الجذور ويتم التعويض عن ذلك بانتشار أفقي وزيادة في التفرعات ضمن منطقة النمو، مما يؤدي إلى شكل متقزم للجذور. كلما زادت خصوبة التربة زاد النمو والعكس صحيح. من المعروف أن الفسفور يشجع نمو الجذور، ولذلك فهو ضروري بالذات في المراحل الأولى لنمو النبات.[بحاجة لمصدر]

### أوكسجين التربة
يشكل الهواء من 20ـ25% من حجم التربة ولدينا منه 20% O₂ وهو ضروري لتنفس الجذور والنبات ككل وعند نقص الأوكسجين (المناطق المغمورة بالماء مثلا) فإن الجذور وكائنات التربة الأخرى يتوقف نشاطها وتزداد كمية ثاني أكسيد الكربون.[بحاجة لمصدر]

### صحة النبات
تؤثر الحشرات والآفات التي تصيب الجذور (حفارات الجذور أو دودة جذور الذرة) على انتشار الجذور وامتصاص الماء، وكذلك يؤدي نقص الغذاء الوارد من المجموع الخضري بسبب مرض ما أو فقدان الأوراق إلى انخفاض نشاط الجذور.[بحاجة لمصدر]

## تصنيف الجذور[بحاجة لمصدر]

### تصنيفها حسب بيئة النمو
- بيئة ترابية: قد تنمو الجذور كلياًَ تحت سطح التربة مثل نبات القطن والشوندرا وجزئياًَ كما في نبات الذرة الصفراء أو كف مريم أو تين المطاط.[بحاجة لمصدر]
- بيئة مائية: كما في نبات عدس الماء وابن سينا بحيث تنمو جذوره في الطبقة العليا من سطح الماء، ولا تبلغ قاعه.[بحاجة لمصدر]
- بيئة هوائية: كما في جذور نبات تين المطاط وقلب عبد الوهاب الجذور العارضة ذاتية التغذية وشرهة للرطوبة وعندما تصل للتربة تمتص الغذاء وعادة ما تقوم هذه الجذور بالتمثيل الضوئي.[بحاجة لمصدر]
- بيئة نباتية: كما في نبات الحامول والدبق الأبيض حيث يرسل النبات ممصاته ليخترق نسيج اللحاء في ساق بعض النباتات المجاورة ليمتص منها الغذاء الجاهز من النسغ الكامل.[بحاجة لمصدر]
- بيئة ترابية متحركة: أي جذور شادة متقلصة تعمل على شد النبات إلى أسفل التربة وأشهرها الأبصال كما في السوسن والكورمات كما في الزعفران الذي تنشأ جذوره من قاعدة الساق (عارضة) وتشده إلى الأسفل لحمايته من العوامل البيئية. إذاً كلها تقوم جذورها بحركة شد البصلة أو الساق لتبقيها تحت سطح التربة حفاظاً على النبات من العوامل البيئية الخارجية.[بحاجة لمصدر]

### تصنيف الجذور حسب المجاميع
- مجموع جذري ليفي: وهي جذور عرضية وتنشأ من أي جزء ما عدا الجذر الأولي الذي يموت مبكراً أو ينمو ضعيفاً. ويلاحظ تفرع هذه الجذور العارضة في بعض الأحيان إلى ثانوية وثالثية. كما في الأقماح.
- مجموع جذري وتدي: قد يكون مغزلياََ كما في الشوندر أو مخروطياََ كما في الجزر أو وتدي متكور كما في اللفت، وهذا الجذر ينشأ ويتضخم انطلاقاََ من الجذير الأولي وتختص به ثنائيات الفلقة وعريانات البذور ويمتاز بسيطرة الجذر الرئيسي مدى حياة النبات.
- مجموع مختلط: كما في نبات الفريز الحراجي أي نميز فيه النمطين الليفي والوتدي معاً.

## التحور[بحاجة لمصدر]
تتغير الجذور بشكلها ووظيفتها تبعاََ للظروف البيئية المحيطة ولما هو مطلوب منها من قبل النبات، فقد تتحور إلى وظيفة ادخارية أو وظيفة تكاثرية أو وظيفة شدّ تبعاً لغنى وفقر التربة بالماء، أو لتتعايش مع الفطور، فكل هذه هي تحورات أهمها: جذور إدخارية (برانشيم القشرة أو برانشيم الخشب)، وتقسم إلى:
- إدخارية لحمية هي جذور وتدية رئيسية التراكم فيها يكون في برانشيم القشرة كما في الجزر أو في برانشيم الخشب كما في الفجل.
- إدخارية درنية هنا يوجد للجذر تفرع يتضخم ليقوم بعملية التخزين كما في نبات البطاطا الحلوة والأضاليا وزهر الهواء الخشن.

- فطور جذرية: مثل نبات قرن الغزال أي أن هناك نباتات تحقق تغذيتها على حساب فطور تتغذى على الشعيرات الماصة في النبات والجذر يمتص غذائها عن طريق تلك الفطريات. جذور شادة عرضية مثل الأبصال نبات الزعفران والبصل العادي.

## الجذور الهوائية[بحاجة لمصدر]
- جذور داعمة عرضية: تنمو من عقد الساق كما في الذرة الصفراء والقصب.
- جذور مساعدة عرضية: تنمو من أفرع الساق الطولية ولها وظائف مختلفة في التنفس والتغذية وامتصاص الرطوبة الجوية كما في نبات تين المطاط.
- جذور تنفسية عرضية: كما في نبات ابن سينا حيث تخرج الجذور التنفسية خارج سطح الماء انطلاقاً من الجذر الرئيسي لتتنفس هوائياً. وتغطى هذه الجذور التنفسية بالفلين ويتم التنفس عن طريق فتحات تدعى بالعديسات داخل الماء أحياناً.
- جذور متسلقة عرضية: تخرج من السوق الضعيفة لبعض النباتات فتؤمن لها فرصة الصعود والالتصاق بالجدران وأفرع الأشجار لنيل حصتها من الضوء وهي غالباً نباتات غابوية كنبات اللبلاب حيث أن هذا النبات لا يقوى على الالتصاق لذلك تخرج من ساقه جذور متسلقة عرضية وهذه الجذور تؤمن تغذية ضعيفة لأنها فقيرة بالأوعية وغنية بالخشب. وبشكل عام تساهم الجذور الهوائية في التمثيل الضوئي.

- جذور ليفية عرضية: مثل نباتات الفصيلة النجيلية - القمح والشعير
- جذور ممصية عرضية: كما في نبات الحامول والهالوك، في نبات الحامول يُرسل النبات جذوره خارج التربة لتلتصق بممصاتها على سوق النباتات المجاورة، وفي نبات الهالوك مع الباذنجانية يُرسل النبات جذوره داخل التربة لتلتصق بممصاتها على جذور النباتات المجاورة.

## أهمية الجذور للإنسان[بحاجة لمصدر]
1. التغذية البشرية مثل الجزر والفجل والتغذية الحيوانية (مثل الشوندر العلفي واللفت العلفي)
2. زيادة خصوبة التربة (مثل البقوليات)
3. المحافظة على تماسك وثبات التربة، وبخاصة النباتات التي تتكاثر بالجذامير.
4. تهوية التربة
5. لها فوائد طبية عديدة كنبات البقدونس والفجل والجزر.
6. فوائد عطرية فتستعمل في التوابل كما في نبات (الفجل البلدي).
7. تستخدم في صناعة الأصبغة النباتية الصحية الغذائية مثل (جناء الفول) المكحلة الغنية بالأنثوسيانين.

## البنية التشريحية[بحاجة لمصدر]

### القلنسوة
هي مجموعة من الخلايا البرنشيمية الحية تكثر فيها الفجوات وتتآكل باستمرار في النوع النباتي الواحد. حجمها دائما ثابت ولكن الحجم متغير بين الأنواع - طولها لا يزيد عن (1 مم).
تتواجد في قمة الجذر من الأسفل بشكل عام في كل النباتات ما عدا النباتات المائية إلا في حالة نبات الياسنت المائي الذي تحيط بجذوره الطافية قلنسوة طولها 1 سم لتحميه من الحشرات وعادة ما تحيط إحاطة كاملة بمخروط قمة النمو الميريستيمي للجذر.
منشأها ميرستيم الكاليبتروجين الذي يقع بين مخروط النمو والقلنسوة في أحاديات الفلقة مثل القمح. أما في في ثنائيات الفلقة مثل الفول فيكون المنشأ ميرستيم الكاليبتروجين والديرماتوجين.
تقوم القلنسوة بالوظائف التالية:
- حماية القمة النامية.
- مركز للانتحاء الأرضي الموجب.
- مصدر غني بالطاقة للخلايا الجنينية.
- تسهل اختراق الجذر للتربة بفضل الإفرازات المخاطية الناتجة عن خلاياه.

### منطقة خلايا المركز الهامد
وظيفتها تلوين المواد المشجعة على الانقسام مثل الهرمونات أو أنها تقوم بتصنيع تلك الهرمونات.
خلاياها تتصف بما يلي:
- البروتين فيها تركيزه منخفض.
- الحمض النووي الريبوزي منقوص الأكسجين والحمض النووي الريبوزي كميتها قليلة.
- السيتوبلاسم فيها قليل.
- الشبكة الإندوبلاسمية (البلاسما الداخلية) كميتها قليلة.
- كمية الميتاكوندريا فيها قليلة.

ووجد أن عدم نشاطها يعود لموقعها وليس لصفات خاصة بالنسيج فمثلاً لو زرع هذا النسيج في بيئة ملائمة فإنه ينشط وينقسم.

### منطقة النسج غير المتمايزة
مسؤولة عن نمو الجذور طولاََ ويعود ذلك إلى:
- الانقسام المتكرر.
- تطاول هذه الخلايا.

### أقسامها
- منطقة الميرستيم القمي.
- منطقة الاستطالة .

وهي منطقة مخروطية خلاياها تنقسم باستمرار وذلك لتعويض الخلايا التي فقدت بالاستطالة أو بالتمايز.
وتتصف خلاياها بما يلي :
- طولها لا يتجاوز 1 مم.
- فجواتها معدومة (لقلة الفضلات).
- البروتوبلاسم كثيف ومركز.
- لونها أصفر.
- أنويتها ضخمة.
- جدرها رقيقة.

يبلغ طول منطقة الاستطالة أو القمة النامية من 1 إلى 10 مم. خلاياها لا تنقسم بل تستطيل ويختلف معدل الاستطالة من 2 إلى 10 مم يومياََ حسب نوع وظروف النبات.

### منطقة الأوبار الماصة
طولها من(1.5 إلى 2 مم) وتمتاز بأنها تتقدم باستمرار مع نمو الجذر وهي في حالة تجدد مستمر أي تنشأ أوبار فتية دائماََ من استطالة خلايا البشرة وبالتالي فإن الأوبار تلامس تربة جديدة دائماََ مع كل اندفاع جديد نحو الأسفل من قبل الجذر وهذا يفيدنا في معرفة أهمية الأوبار الماصة في اختيار النباتات المتحملة للجفاف ومعدل الاستطالة اليومي يختلف من نبات إلى آخر فهو من 2 - 10 ملم يومياً.
أصل الوبرة الماصة خلية بشرة تطاول جدارها الخارجي وشكل نتوءاََ هاجر إليه كل من السيتوبلاسما والنواة. ولهذه الوبرة إفرازات مخاطية وتفيد في:
- التصاقها بحبيبات التربة.
- تفكيك المركبات الكيميائية وخاصة الفوسفورية منها.
- تقوم الوبرة بامتصاص محلول التربة وبالتحديد شوارده وإذا غابت الشوارد المعدنية من الوسط أو لم تتوفر في منطقة الامتصاص فبعض النباتات تعتمد على الفطور في عملية التغذية.

طول الوبرة يصل إلى 1 مم ففي 1 مم 2 من جذور الذرة مثلاَََََََ يوجد 1900 وبرة، والطول الكلي للأوبار الماصة يصل إلى 4 كم لنبات الذرة.
يصل طول أوبار جذور نبات الكوسا خلال كامل موسم النمو إلى 25 كم. يمتد عمر الوبرة من عشرة أيام إلى 20 يوماً، وقد تتخشب الوبرة في الظروف الجافة أو الرطبة فتكتسب صفة الديمومة كما في نبات الغلاديشيا.

### المنطقة الفلينية
وهي منطقة الجذور الجانبية وهي المنطقة الأقرب إلى سطح التربة وتحاط بطبقة من الفلين وفيها تكون النسج قد أكملت تمايزها وتشكل المساحة العظمى من الجذر، ومنها نلاحظ نشوء جذور جانبية.

## البنية التشريحية للمقطع العرضي[بحاجة لمصدر]

### البنية الابتدائية للجذر
تحتوي جميع جذور النباتات على نفس البنية الابتدائية وخاصةً في منطقة الأوبار الماصة وما يعلوها.
وتتألف هذه البنية من مجموعة من النسج الأولية والتي تمايزت عن نشاط النسيج الجنيني الأولي وفي حال قمنا بعمل مقطع عرضي في جذر نبات فإننا سوف نلاحظ أسطوانتين لهما نفس المركز:
- تسمى الخارجية منها بالـ (Cortex) أي القشرة الأولية.
- أما الداخلية فهي الاسطوانة الوعائية المركزية.

لتوضيح مفهوم القشرة الأولية:
فإنها تقسّم إلى عدة طبقات من الخلايا وهي من الخارج إلى الداخل:
أدمة خارجية - أدمة متوسطة - أدمة داخلية. وفي عاريات البذور مثل الصنوبر وثنائيات الفلقة يكون عمر هذه القشرة قصير نسبياً لأن الكامبيوم يتمايز وبسرعة ليشكل البنية الثانوية والتي تحلّ مكانها.
أما في أحاديات الفلقة فإن القشرة الأولية تستمر طيلة حياة النبات ولكن تساندها نسج متفلنة داعمة تلي البشرة الخارجية تماماً، ومن الطبيعي أن يزداد قطر الجذر في الحالة الأولى ولا يزداد في الحالة الثانية.

### أقسام القشرة الأولية
- الأدمة الخارجية: وهي طبقة واحدة أو عدة طبقات، وهي نسيج واقي، وفي منطقة الأوبار الماصة تستطيل خلاياها ومع نمو الجذر تتمزق الشعيرات ويحلّ مكانها الطبقة الخارجية للأدمة المتوسطة ويتم هذا عادةً في منطقة النضج وتغدو الخلايا متفلنة الجدران ما عدا بعض الخلايا التي تخلو من التفلن لتسمح بمرور الماء والغازات.

- الأدمة المتوسطة: خلاياها كبيرة ضخمة مستديرة رقيقة الجدار تحتوي على النشاء أحياناً. ولا تحتوي على اليخضور باستثناء:
  - الجذور التي تنمو في الضوء كما في جذور النباتات المائية (نبات ابن سينا).
  - جذور تنفسية كما في تين المطاط.

- الأدمة الداخلية (البشرة الداخلية): وهي صف واحد من الخلايا المتراصة وتمتاز خلاياها بأنها وفي مراحل متقدمة يحصل عليها ترسب عندئذٍ تسمى بشريط كاسبار، ويختلف شكل الترسب ما بين أحادي الفلقة وثنائي الفلقة فهو في أحادي الفلقة يكون بشكل حرف (U) وفي ثنائي الفلقة يكون بشكل مماسي.

- شريط كاسبار وخلايا العبور : هو خاصية البشرة الداخلية للجذر. إن وظيفة البشرة الداخلية حتى الآن غير أكيدة إلا أنه يعتقد أن الترسبات الآنفة الذكر تمنع مرور الماء والذائبات خلال جدران الخلايا وتحصره فقط ضمن البروتوبلازم الحيّ لخلايا البشرة الداخلية حيث تحدث عملية انتقاء واختيار وترتيب الدور.

في أحاديات الفلقة تبقى بعض خلايا البشرة الداخلية بدون تغلظ وتدعى بخلايا المرور أو العبور (Passage cell) ومن خلالها يتم تأمين كل التبادل المائي والغذائي ما بين الاسطوانة المركزية والقشرة وما يليها (أي التربة).
بينما في ثنائيات الفلقة لا توجد مثل هذه الخلايا لأن طبيعة التغلظ تسمح بأن تكون هذه الخلايا قابلة للتبادل بدون أي عائق.

## التغلظ[بحاجة لمصدر]
إن طبيعة التغلظ تفرض تشير إلى :
- أن البشرة الداخلية في ثنائيات الفلقة هي عبارة عن نسيج مولد يمكن أن يتحول إلى نسيج قسوم يؤدي بانقسامه الطولي إلى زيادة ثخانة قطر البشرة الداخلية التي تتماشى مع زيادة ثخانة قطر الاسطوانة المركزية الناجم عن نشاط الكامبيوم.
- بينما في أحاديات الفلقة فإن طبيعة التغلظ تعيق عملية الانقسام من جهة ولا داعي أصلاً لانقسام البشرة الداخلية لعدم وجود نمو ثانوي من جهة أخرى.
- وإن هذا يفسر أن الجذور الجانبية في أحاديات الفلقة تنشأ من المحيط الدائر. وليس من النشاط الانقسامي للبشرة الداخلية + المحيط الدائر كما في ثنائيات الفلقة.

### وظائف نسيج القشرة
- هي مسالك لانتشار الماء والغازات بفضل كثرة المسافات البينية بين خلاياها.
- تخزين الغذاء كما في ثنائيات الفلقة.
- نقل الماء والأملاح الممتصة من قبل الشعيرات الجذرية إلى خلايا الأوعية الناقلة التي هي داخل الاسطوانة المركزية.

- وينتقل الماء والأملاح عادة بالآليات التالية:

- نتيجة الاختلافات الحادثة في الجهود الأسموزية ما بين الخلايا.
- نتيجة الفروق في تراكيز الأيونات بين الشعيرات وخلايا القشرة.
- نتيجة فقد الماء من الأجزاء الهوائية.
ويجب أن تتصادف الخلايا الغير متفلنة مع خلايا العبور وهذه الخلايا بدورها يجب أن تلتقي دائماً مع أوعية خشبية ناقلة في أحاديات الفلقة.
إن القشرة نسيج سميك في ثنائيات الفلقة وخلاياه أصغر وقليل السماكة في أحاديات الفلقة. والسبب يعود لميزة التخزين كما في الشوندر السكري والجزر والبقدونس.
الأسطوانة المركزية.إن جميع البذريات تمتاز بوضوح الاسطوانة المركزية التي تستقل وتنفصل عن القشرة. تمتاز الجذور أيضاً بوضوح اسطوانتها أكثر من السوق لأنها متصلة في أكثر امتداداتها في الجذور بينما في الساق فإن الاسطوانة المركزية تفاجئ دوماً بانقطاعات بسبب أماكن خروج الأوراق.
وتتألف الاسطوانة المركزية من:
- الحزم الوعائية الناقلة (الجهاز الناقل).
- الكامبيوم.
- المحيط الدائر.
- المخ.

## المحيط الدائر[بحاجة لمصدر]
وهو صف واحد من الخلايا، يحيط بالحزم الوعائية، وهو يلي البشرة الداخلية، خلاياه برانشيمية، جدرانه رقيقة.
ولكن نصادفه في عريانات البذور مؤلف من أكثر من صف من الخلايا أو في بعض أحاديات الفلقة مثل النخيل والآجاف وبعض ثنائيات الفلقة مثل الفول العادي والعدس.
وقد نشاهد نباتات مائية لا تحتوي على هذا المحيط الدائر أبداً (لأنها ليست بحاجة إلى جذور جانبية)، وفي ثنائيات الفلقة تتخشب خلايا هذا المحيط الدائر لأنها تمتلك بنية ثانوية داعمة إذاً هو ذو نشاط انقسامي عالي لذلك يعتبر من النسج الميرستيمية.
وينشأ عن نشاط المحيط الدائر جذور جانبية في عريانات ومغلفات البذور لذلك نسميه طبقة مولدة للجذور، ويساهم أيضاً في تشكيل الكامبيوم الوعائي والعكس صحيح أي أنه يمكن أن ينشأ المحيط الدائر عن نشاط الكامبيوم.
لذلك تكون وظيفة المحيط الدائر المساهمة في تشكيل الكامبيوم الوعائي والمساهمة في تشكيل الجذور الجانبية.

## الحزم الوعائية الناقلة (الجهاز الناقل)[بحاجة لمصدر]
وهي حزم متناوبة من الخشب واللحاء وعدد الحزم يختلف من نبات إلى آخر فهي حزمة واحدة من نبات كمأة الماء أو من حزمتين في نبات الملفوف أو رباعية الحزم في نبات الفول وخماسية الحزم في الحوذان وسداسية الحزم في البصل.
إن أول الأوعية الخشبية تشكلاً يكون قريباً من المحيط الدائر ويدعى بالخشب الابتدائي بينما الأوعية الأقرب إلى المركز هي خشب تالي.
في كل من أحاديات الفلقة وثنائيات الفلقة يكون الخشب الابتدائي ناجم عن انقسام وتمايز خلايا النسج الجنينية الأولية ولذلك يكون تمايز الخشب من المحيط نحو المركز. ويمتاز الخشب الابتدائي بأنه أوعية قابلة للاستطالة وتحدث فيها ترسبات للخشب (حلزوني- حلقي) أما الخشب التالي تحدث فيها ترسبات للخشب (سلمي- شبكي- منقر). أما بالنسبة للحاء ينطبق عليه نفس الكلام ما عدا موضوع التغلظ أو الترسب، وفي الجذر تكون كتلة الخشب أكبر من كتلة اللحاء وينتشر بين الخشب واللحاء خلايا برانشيمية.

### وظيفة الأوعية الخشبية
- توصيل المغذيات نحو الساق والأوراق باتجاه علوي.
- إكساب الجذر صلابة.
- تلعب دوراً في توصيل الأغذية المخزنة في الجذر.

وظيفة اللحاء هي نقل الغذاء من الأوراق إلى باقي خلايا النسج النباتية.
إن التواجد التبادلي بين الخشب واللحاء في الجذر يجعلهما على اتصال مباشر كلاهما مع قشرة الجذر. بحيث يمركل من الماء والأملاح إلى الاسطوانة الوعائية بدون عائق، أو يمر الغذاء إلى القشرة (أي بالعكس) لتخزنه وبدون عائق أيضاً سواء أحادي أو ثنائي الفلقة.

## البنية الثانوية[بحاجة لمصدر]
إن جميع الأنسجة التي ذُكرت سابقاً هي نسج ابتدائية تنشأ من نشاط النسيج الجنيني الموجود في قمة الجذر. جذور أحاديات الفلقة بنيتها الابتدائية دائمة لا تحصل فيها أية تغيرات ما عدا الجذور الجانبية.
أما في ثنائيات الفلقة وعريانات البذور فخلال تطور الجذر تتمايز البنية الثانوية بعد تشكل الكامبيوم الوعائي . و يتشكل الكامبيوم الوعائي بفضل ظهور أقواس خلوية داخل الاسطوانة المركزية وإلى أسفل حزم اللحاء، وتنمو هذه الأقواس عرضاً وذلك بتحول الخلايا البرانشيمية الموجودة بين الخشب واللحاء إلى خلايا قسومة، تحيط هذه الأقواس باللحاء وترتكز بطرفيها على المحيط الدائر والذي تبدي خلاياه نشاط انقسامي إضافة إلى خلايا الأقواس فتنضم الخلايا الناجمة عن نشاط المحيط الدائر إلى خلايا الأقواس فتتشكل أسطوانة متكاملة من خلايا الكامبيوم التي تقع بين الخشب واللحاء.
لذلك تعتبر حلقة الكامبيوم حلقة غير متجانسة التركيب لأنها نشأت من نشاط الخلايا القسومة الناجمة عن نشاط الخلايا البارانشيمية الموجودة بين الخشب واللحاء عن نشاط خلايا المحيط الدائر. وأما نشاط الكامبيوم فإلى المركز يتمايز الخشب الثانوي وإلى المحيط الخارجي يتمايز اللحاء الثانوي وأيضاً ينشأ عن نشاطه خلايا برانشيمية تشكل الأشعة المخية الواصلة ما بين مركز المقطع والقشرة. ويكون نشاط الكامبيوم مستمراً طيلة حياة الجذر ولكن يختلف من فصل إلى آخر. ويكون تراكم الخشب الثانوي أكثر من تراكم اللحاء الثانوي.
أما الكامبيوم الفليني في ثنائيات الفلقة فينشأ إما عن تمايز ونشاط البشرة الداخلية أو عن المحيط الدائر أو عن طبقات عميقة من الاسطوانة المركزية. ويتشكل هذا النسيج الواقي بعد تموّت القشرة الأولية عندها يتوضع الفلين المتراكم على مستوى المحيط الدائر فيفصل بذلك القشرة الأولية كاملة.
جذر أحادي الفلقة (كنا هندية)
- تغلظ شريط كاسبار بشكل حرف (U).
- وجود خلايا العبور.
- الحزم عديدة والأوعية في كل حزمة قليلة.
- مقطع الأوعية دائري.
- عدم وجود الكامبيوم.
- الاسطوانة المركزية كبيرة.
- القشرة قليلة السماكة.
- المخ موجود.
- الخشب واللحاء أوليان (ابتدائي وتالي).
- وجود طبقة متفلنة تحت البشرة الخارجية مباشرة.
- البشرة الخارجية موجودة وعليها أوبار ولا يوجد فيها خلايا حارسة ولا براعم متخصصة.
- المحيط الدائر هو مصدر للجذور الجانبية

جذر ثنائي الفلقة (فيكاريا)
- تغلظ شريط كاسبار بشكل مماسي.
- عدم وجود خلايا العبور.
- الحزم قليلة والأوعية في كل حزمة عديدة.
- مقطع الأوعية مضلع.
- وجود الكامبيوم على شكل الأقواس.
- الاسطوانة المركزية صغيرة.
- القشرة سميكة.
- المخ مختزل.
- الخشب واللحاء أوليان وثانويان.
- عدم وجود الطبقة المتفلنة.
- البشرة الخارجية موجودة وعليها أوبار ولا توجد عليها خلايا حارسة ولا براعم متخصصة
- المحيط الدائر هو مصدر لخلايا الكامبيوم بنوعيه واجذور الجانبية.

## أمثلة عن جذور النباتات المتداولة[بحاجة لمصدر]
- الملفوف. ليفي عند الزراعة في المشتل. يقطع الجذر الأولي ويحل محله أحد الأفرع القوية. تنتشر الجذور جانبياً لمسافة متر وعامودياً متر ونصف.
- ابقنبيط يقطع الجذر الرئيسي عند التشتيل. وتنمو جذور كثيفة. جانبياً تصل ل 65-70 سم وعامودياً ل 60-90 سم
- اللفت ينمو الجذر الرئيس بسرعة كبيرة بمعدل 3 سم يومياً خلال الأسابيع الأولى. ينمو جانبياً 60-75 سم وعامودياً. تظهر الجذور بعد 30 سم من منطقة سطح التربة. تتضخم السويقة الجنينية والجزء العلوي من الجذر. الشكل النهائي كروي - مخروطي.
- الفجل عامودياً يصل ل 60-90 سم وأفقياً ل 30-40 سم. السطح الجذري النشط على عمق 5-20 سم. يتضخم منه جزء من السويقة الجنينية السفلى والجزء العلوي للجذر. يصل طوله إلى 2.5 - 12.5 سم يقطر 2.5 سم.
- الشوندر المنزلي لمدة 3 أشهر يتعمق الجذر كل يوم تقريباً 2.5 سم يومياً. في ال 60 سم العلوية من التربة ينمو نوعان من الجذور الجانبية: شديدة التفرع وأفرع قوية ثم ينمو الجذر رأسياً. اللون من أحمر إلى برتقالي. في المقطع العرضي نرى (بشرة - قشرة رقيقة - حلقات نمو تتألف من نسج خازنة عريضة داكنة وأوعية ناقلة رفيعة فاتحة وهذا الاختلاف يسمى التمنطق. الشكل كروي - مطاول - مستدق - مغزلي.
- سبانخ الجذر وتدي يتفرع في الطبقة السطحية بعد عمق 15 -25 سم.
- الخس الجذر يصل لعمق 150 سم، معظم جذوره تنتشر في ال 60 سم الأولى. عند الشتل يقطع الجذر الأولي.
- الأرضي شوكي الجذور نوعان : 1.ليفية غنية بالشعيرات الجذرية. 2.لحمية خازنة للماء والغذاء قطرها 2.5 سم.
- الجزر الجذر الأولي قوي يتعمق بسرعة، وعند الورقة الخامسة يصل لعمق 75 سم. على عمق 5 - 10 سم تنشأ جذور جانبية. الجزء المأكول هو نهاية السويقة الجنينية السفلى + والجزء العلوي من الجذر.
- البطاطا الحلوة تنتشر الجذور بكثافة بعد 45 يوم من الزراعة 60 - 90 سم جانبياً و60 سم عامودياً. يحوي النبات الواحد 10 جذور لحمية خازنة. جذورها عرضية تخرج من عقد الساق تحت سطح التربة عند الإكثار بالعقلة الساقية أو بملامسة التربة في البداية ليفية ليس لها عيون وتمتلئ بعد شهرين، قد تتكون عليها براعم عرضية تعطي نموات هوائية وجذور عرضية ليفية.